# Ctenitis sumbawensis
Ctenitis sumbawensis är en träjonväxtart som beskrevs av Holtt. Ctenitis sumbawensis ingår i släktet Ctenitis och familjen Dryopteridaceae. Inga underarter finns listade.